# Wojciech Rychłowski
Wojciech Rychłowski herbu Nałęcz – podkomorzy sieradzki w latach 1744–1750, chorąży większy sieradzki w latach 1734–1744, podczaszy piotrkowski w latach 1726–1734, skarbnik czerski.
Poseł województwa sieradzkiego na sejm zwyczajny pacyfikacyjny 1735 roku.